# توايلايت سباركل
توايلايت سباركل (بالإنجليزية: Twilight Sparkle) هي شخصية خيالية والشخصية الرئيسية في مسلسل الرسوم المتحركة الشهير ماي ليتل بوني: فرندشيب إز ماجيك ومن ابتكار لورين فاوست، وهي تلميذة الأميرة سليستيا ومساعدتها المخلصة وكانت تدرس في كانترلوت وبعدها في بونيفيل وهي تمثل عنصر الصداقة في المسلسل، بالإضافة إلى كونها إجتماعية ولطيفة جدًا.